# Obras e projetos de arquitetura de Mies van der Rohe
Abaixo encontra-se uma resenha dos principais e mais notórios projectos de Ludwig Mies van der Rohe ordenados cronologicamente, organizados de acordo com as grandes fases da produção do arquiteto. 

## Início da carreira
- 1907 Casa Riehl, Neubabelsberg, Alemanha
- 1910 Projeto de monumento a Bismarck
- 1911 Casa Perls, Berlim, Alemanha
- 1913 Casa Werner, Berlim, Alemanha
- 1915 Casa Urbig, Berlim, Alemanha
- 1921 Projeto de um arranha-céus na Friedrichstraße, Berlim, Alemanha
- 1922 Casa Eichstaedt, Berlim, Alemanha
- 1922 Feldmann, Berlim, Alemanha
- 1922 Projeto de um edifício de escritórios em concreto
- 1923 Projeto da casa de campo de concreto
- 1924 Projeto da casa de campo de tijolo
- 1924 Mosler-House, Babelsberg, Alemanha

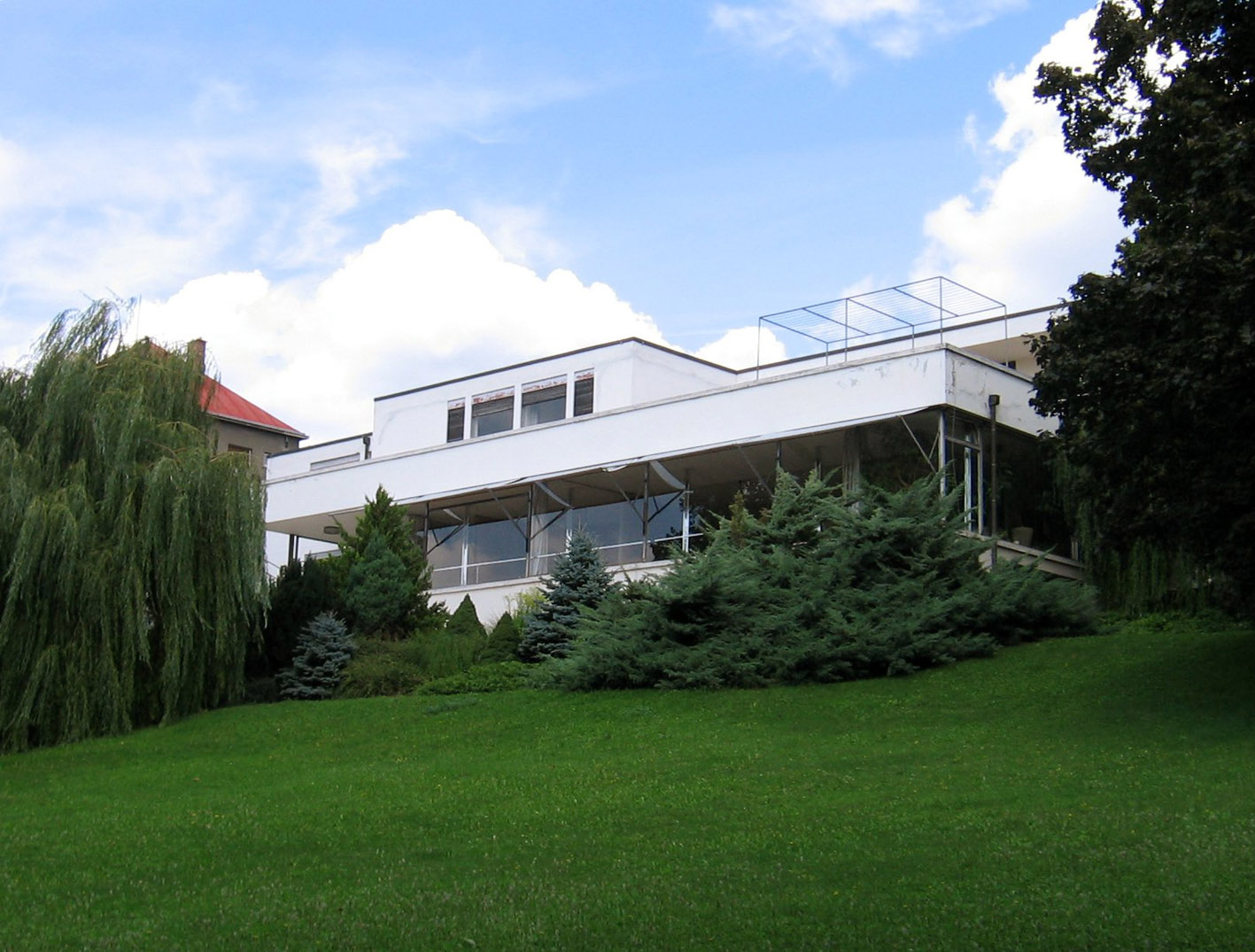
Villa Tugendhat

- 1925 Projeto da casa Eliat
- 1925 Casa Wolf, Guben, Alemanha

## Werkbund
- 1926 Monumento a Rosa Luxemburgo e Karl Liebknecht, Berlim, Alemanha, demolido
- 1927 Habitação em fileira na Weißenhof, Stuttgart, Alemanha
- 1928 Projeto de requalificação da Alexanderplatz, Berlim, Alemanha
- 1928 Adam Department Store Project, Berlim, Alemanha
- 1928 Casa Lange e Casa Esters, Alemanha
- 1929 Pavilhão Barcelona, Barcelona, Espanha
- 1929 - 1930 Vila Tugendhat, Brno, República Checa
- 1929 Projeto da Casa Nodle, Berlim, Alemanha
- 1929 Projeto para escritórios na Friedrichstraße, Berlim, Alemanha
- 1930 Projeto do Golf Club, Krefeld, Alemanha
- 1930 Apartamentos Johnson, Nova York e Berlim
- 1930 Complexo industrial VerSeidAG, Krefeld, Alemanha
- 1931 Projetos para o Berliner Bauausstellung
- 1932 Casa Lemke, Berlim, Alemanha
- 1933 Projeto para o Reichsbank, Berlim, Alemanha
- 1937 Apartamento Lohan, Berlim, Alemanha
- 1937 Projeto para o edifício administrativo para o VerSeidAG, Krefeld, Alemanha

## Chicago

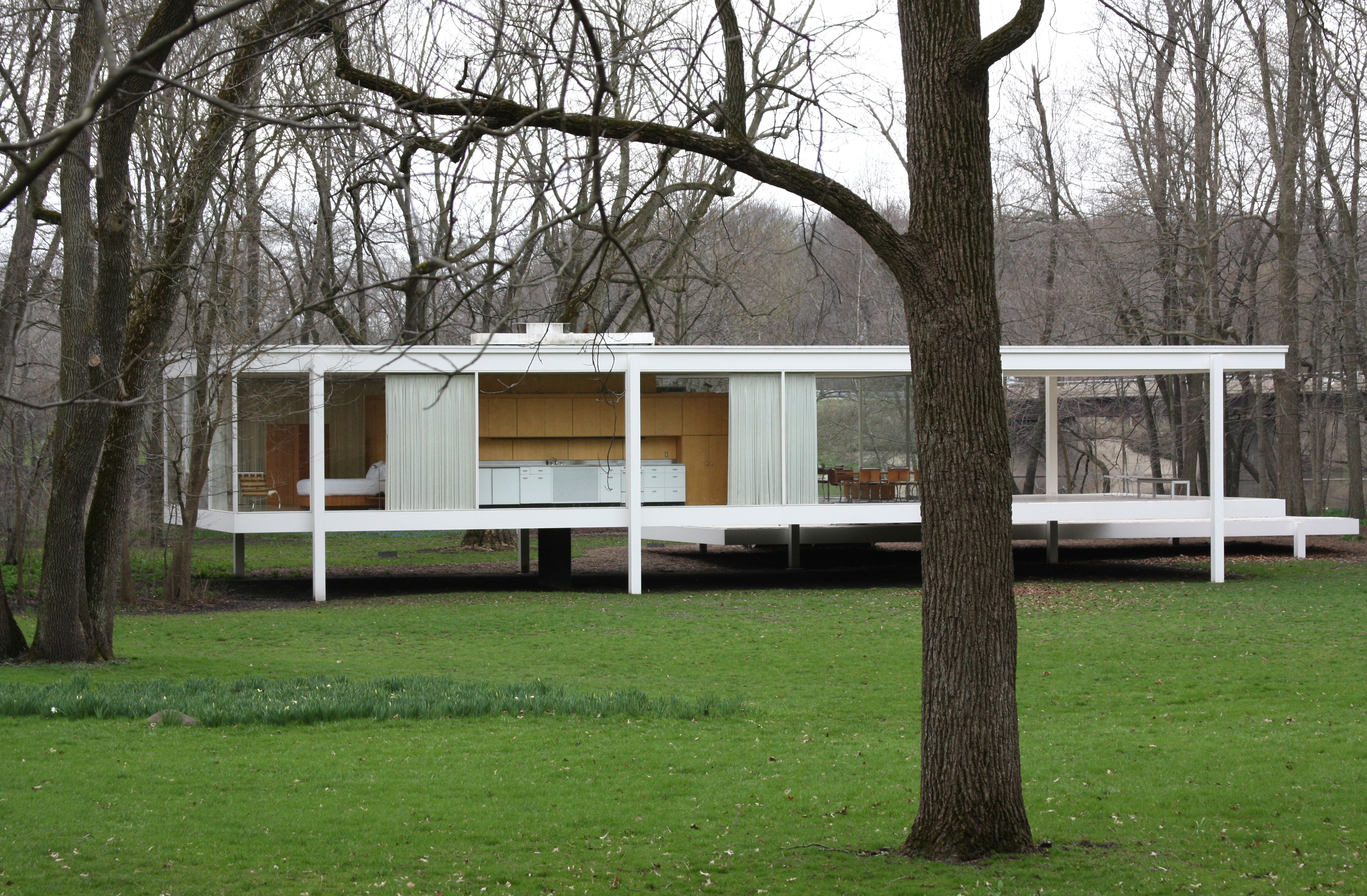
Farnsworth House

- 1937 Projeto para a casa Resor, Jackson Hole, Wyoming, EUA
- 1942 Projeto para museu e sala de concertos para uma pequena cidade
- 1946 Apartamentos, Promontory, Chicago, Illinois, EUA
- 1946 Residência Farnsworth, Planta, Illinois, EUA
- 1948, Edifício para os apartamentos Algonquin, Chicago, Illinois, USA
- 1948 Edifício para os apartamentos Lake Shore Drive 860-880, Chicago, Illinois, USA
- 1949, Edifício para apartamentos Algonquin, Chicago, Illinois, USA
- 1950 Projeto da casa 50x50
- 1951 Casa Robert Mc Cormick, Elmhurst, Illinois, EUA
- 1952 Projecto do Teatro Nacional, Mannheim, Alemanha
- 1953 Edifício para os apartamentos Esplanade, Chicago, Illinois, EUA
- 1954 Museu de Belas Artes, Houston, Texas, EUA
- 1955 Casa Morris Greenwald, Weston, Connecticut, EUA
- 1955 Lafayette Park, Detroit, Michigan, EUA
- 1955, Edifício para os apartamentos Battery Park, New York City, New York, USA
- 1957 Projeto para o edifício administrativo da Bacardi Ron S.A, Santiago, Cuba
- 1958 Crown Hall, Instituto de Tecnologia de Illinois, Chicago, Illinois, EUA
- 1958 Seagram Building, Nova Iorque, Nova Iorque, EUA

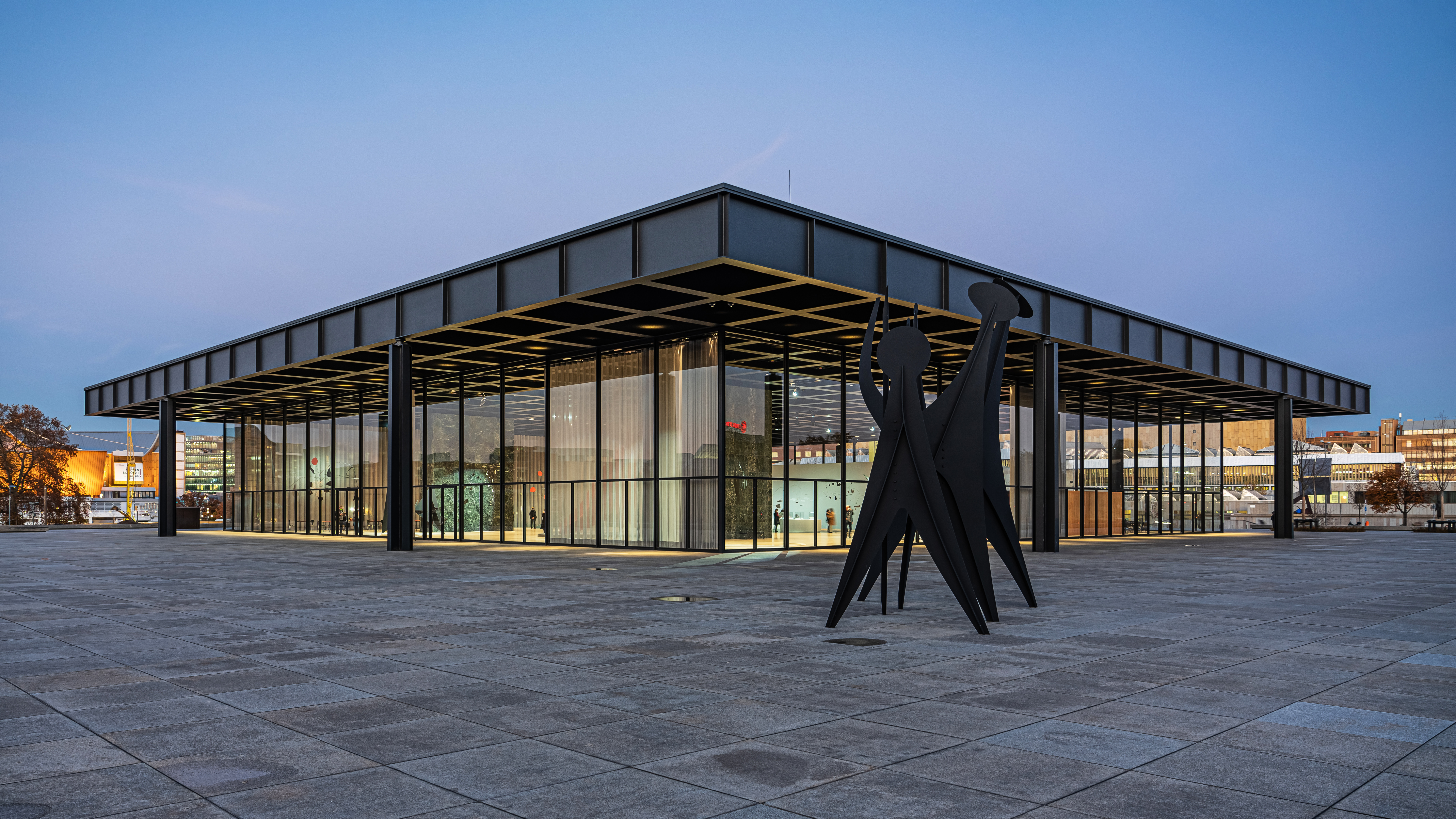
Neue Nationalgalerie de Berlim

- 1958 Branch Brook Park Pavillon, Newark, New York, USA
- 1958 Edifício administrativo da Bacardi Ron S.A, Cidade do México, México
- 1959 Edifício para os escritórios Home Federal Savings and Loan Association, Des Moines,EUA
- 1959 Centro Federal de Chicago, Chicago, Illinois, EUA
- 1960 Torres Lafayette, Detroit, Michigan, EUA
- 1960 One Charles Center, Baltimora, Maryland, USA
- 1961 Projeto da nova igreja Episcopal, Chicago, Illinois, EUA
- 1962 Apartamentos Lakeview 2400, Chicago, Illinois, EUA
- 1962 Meredith Hall, Universidade de Drake, Des Moines, Iowa, EUA
- 1962 Science Hall, Universidade Duquesne, Pittsburg, Pensilvânia, EUA
- 1962 Edifício administrativo, Universidade de Chicago, Chicago, Illinois, EUA
- 1962 Neue Nationalgalerie, Berlim, Alemanha
- 1962 Edifício para apartamentos Highfield House, Baltimora, Maryland, EUA
- 1963 Toronto-Dominion Centre, Toronto, Canadá
- 1965 Biblioteca Martin Luther King, Washington D.C, EUA